# This Just Might Be... the Truth
This Just Might Be... the Truth è il primo album in studio del gruppo musicale svedese Refused, pubblicato nel 1994 dalla Startrec.

## Descrizione
Il disco si compone di dodici brani tipicamente hardcore, con riff pesanti di chitarra e un cantato prevalentemente in screaming, oltre a testi fortemente politicizzati.
Nel 2025 l'album è stato ripubblicato in tiratura limitata a 300 copie e con l'aggiunta di un secondo LP contenente l'intero demo registrato il 6 ottobre 1993 e mai distribuito in precedenza.

## Tracce
Testi e musiche dei Refused.
1. Intro – 1:31
2. Pump the Brakes – 2:54
3. Trickbag – 2:17
4. 5th Freedom – 3:16
5. Untitled – 2:08
6. Strength – 3:29
7. Our Silence – 2:59
8. Dust – 2:48
9. Inclination – 2:38
10. Mark – 2:50
11. Tide – 2:07
12. Bottom – 2:15

Unreleased Demo from Oct 6, 1993 – LP bonus nella riedizione del 2025
- Lato C

1. Intro + Pump the Brakes – 4:05
2. Trickbag – 2:15
3. 5th Freedom – 3:17
4. Strength – 3:16
5. Our Silence – 2:58
6. Dust – 2:59

- Lato D

1. Mark – 2:44
2. Bottom – 2:30
3. Perception – 2:24
4. Ratpack – 0:54 – originariamente interpretata dai Sick of It All
5. Redemption – 2:09 – originariamente interpretata dagli Inside Out
6. Gratitude – 2:40 – originariamente interpretata dai Beastie Boys
7. Live Wire – 3:02 – originariamente interpretata dai Mötley Crüe

## Formazione
Hanno partecipato alle registrazioni, secondo le note di copertina:
- Dennis Lyxzén – voce
- David Sandström – batteria
- Pär Hansson – chitarra
- Magnus Höggren – basso
- Henrik Jansson – chitarra